# Det Europæiske Forvaltningsorgan for Uddannelse og Kultur
Det Europæiske Forvaltningsorgan for Uddannelse og Kultur (EACEA) er et forvaltningsorgan under Europa-Kommissionen, der forvalter de dele af kommissionens støtteprogrammer, der ligger indenfor områderne uddannelse, kultur, medier, sport, ungdom, medborgerskab og frivilligt arbejde.
EACEA blev etableret i 2006 og er beliggende i Bruxelles, Belgien.
Forvaltningsorganet har blandt andet ansvaret for Erasmus+, Creative Europe og Det Europæiske Solidaritetskorps.